# Premis Oscar de 2012
Els Premis Oscar de 2012 (en anglès: 85th Academy Awards) foren presentats el dia 24 de febrer de 2013 en una cerimònia realitzada al Teatre Kodak de la ciutat de Los Angeles per premiar les pel·lícules realitzades durant l'any 2012.
La cerimònia fou emesa pel canal ABC i fou presentada pel comediant Seth MacFarlane, esdevenint la primera vegada que ho feia.

## Curiositats
La pel·lícula més nominada de la nit fou Lincoln de Steven Spielberg amb 12 nominacions seguida de La vida de Pi d'Ang Lee amb 11, si bé cap de les dues aconseguí l'estatueta a millor pel·lícula. Aquesta categoria recaigué en Argo de Ben Affleck que amb 7 nominacions aconseguí tres premis: el de millor pel·lícula, guió adaptat i muntatge.
Argo es convertí en el quart film en aconseguí el premi a millor pel·lícula sense rebre una nominació per al seu director. Com a coproductor del film, George Clooney es convertí en el tercer actor en rebre sengles Oscars com a actor i productor. El presentador Seth MacFarlane es convertí en la segona persona en ser presentador de la gala i rebre el mateix una nominació, en aquesta ocasió com a lletrista de la cançó "Everybody Needs a Best Friend" de la pel·lícula Ted.
La part positiva de les coses de David O. Russell es convertí en el catorzè film en rebre nominacions en totes les categories interpretatives, la primera pel·lícula en aconseguir aquest fet des de Rojos de Warren Beatty en l'edició de 1981. Així mateix la seva actriu principal, Jennifer Lawrence, es convertí en la segona actriu més jove en aconseguir el premi de millor actriu.
La pel·lícula Lincoln, la més nominada de la nit, només aconseguí dos premis, si bé un d'ells per a Daniel Day Lewis com a millor actor, esdevenint el tercer premi d'aquest actor en aquesta categoria, i va esdevingué el sisè intèrpret en aconseguir tres premis interpretatius.
La pel·lícula francesa Amor de Michael Haneke es convertí en el quart film en aconseguí sengles nominacions a millor pel·lícula i millor pel·lícula de parla anglesa, aconseguint finalment aquest últim premi.
Amb nou anys Quvenzhané Wallis es convertí en l'actriu més jove en ser nominada en qualsevol categoria interpretativa femenina i Emmanuelle Riva en l'actriu de més edat en aconseguir una nominació a millor actriu als 85 anys.
Per primera vegada a la història dels premis els cinc candidats a millor actor secundari ja havien aconseguit un Oscar en edicions anteriors. L'empat a millor edició de só entre Skyfall i Zero Dark Thirty fou el sisè de la història dels premis en una categoria.

## Premis
A continuació es mostren les pel·lícules que varen guanyar i que estigueren nominades a l'Oscar l'any 2012:
| Millor pel·lícula | Millor director |
| --- | --- |
| - Argo (Ben Affleck, Grant Heslov i George Clooney per Warner Bros., GK Films i Smoke House Pictures) - Amor (Margaret Menegoz, Stefan Arndt, Veit Heiduschka i Michael Katz per Les Films du Losange, X Filme Creative Pool i Wega Film Production) - Bèsties del sud salvatge (Dan Janvey, Josh Penn i Michael Gottwald per Fox Searchlight i Cinereach) - Django desencadenat (Stacey Sher, Reginald Hudlin i Pilar Savone per The Weinstein Co., Columbia i Band Apart) - Lincoln (Steven Spielberg i Kathleen Kennedy per DreamWorks, Touchstone, 20th Century Fox, Amblin Entertainment, Participant i Kennedy/Marshall Company) - Les Misérables (Tim Bevan, Eric Fellner, Debra Hayward i Cameron Mackintosh per Universal, Working Title i Cameron Mackintosh Limited) - La part positiva de les coses (Donna Gigliotti, Bruce Cohen i Jonathan Gordon per The Weinstein Co.) - La vida de Pi (Ang Lee, Gil Netter i David Womark per 20th Century Fox, Dune Entertainment, Ingenious Media i Haishang Films) - Zero Dark Thirty (Mark Boal, Kathryn Bigelow i Megan Ellison per Columbia i Annapurna Pictures) | - Ang Lee per La vida de Pi - Michael Haneke per Amor - David O. Russell per La part positiva de les coses - Steven Spielberg per Lincoln - Benh Zeitlin per Bèsties del sud salvatge |
| Millor actor | Millor actriu |
| - Daniel Day-Lewis per Lincoln com a Abraham Lincoln - Bradley Cooper per La part positiva de les coses com a Patrick Solitano - Hugh Jackman per Les Misérables com a Jean Valjean - Joaquin Phoenix per The Master com a Freddie Quell - Denzel Washington per Flight com a William Whitaker | - Jennifer Lawrence per La part positiva de les coses com a Tiffany Maxwell - Jessica Chastain per Zero Dark Thirty com a Maya - Emmanuelle Riva per Amor com a Anne Laurent - Quvenzhané Wallis per Bèsties del sud salvatge com a Hushpuppy - Naomi Watts per The Impossible com a María Bennett |
| Millor actor secundari | Millor actriu secundària |
| - Christoph Waltz per Django desencadenat com a Dr. King Schultz - Alan Arkin per Argo com a Lester Siegel - Robert De Niro per La part positiva de les coses com a Patrizio Solitano - Philip Seymour Hoffman per The Master com a Lancaster Dodd - Tommy Lee Jones per Lincoln com a Thaddeus Stevens | - Anne Hathaway per Les Misérables com a Fantine - Amy Adams per The Master com a Peggy Dodd - Sally Field per Lincoln com a Mary Todd Lincoln - Helen Hunt per The Sessions com a Cheryl Cohen-Greene - Jacki Weaver per La part positiva de les coses com a Dolores Solitano |
| Millor guió original | Millor guió adaptat |
| - Quentin Tarantino per Django desencadenat - Michael Haneke per Amor - John Gatins per Flight - Wes Anderson i Roman Coppola per Moonrise Kingdom - Mark Boal per Zero Dark Thirty | - Chris Terrio per Argo (sobre articles periodístics de Tony Mendez i Joshuah Bearman) - Lucy Alibar i Benh Zeitlin per Bèsties del sud salvatge (sobre obra de teatre de Lucy Alibar) - David Magee per La vida de Pi (sobre la novel·la de Yann Martel) - Tony Kushner per Lincoln (sobre hist. de Doris Kearns Goodwin) - David O. Russell per La part positiva de les coses (sobre hist. de Matthew Quick)                    |
| Millor pel·lícula de parla no anglesa | Millor pel·lícula d'animació |
| - Amor de Michael Haneke (Àustria) - Kon-Tiki de Joachim Rønning i Espen Sandberg (Noruega) - No de Pablo Larraín (Xile) - En kongelig affære de Nikolaj Arcel (Dinamarca) - Rebelle de Kim Nguyen (Canadà) | - Brave de Mark Andrews i Brenda Chapman - Frankenweenie de Tim Burton - ParaNorman de Sam Fell i Chris Butler - Pirates! de Peter Lord - Wreck-It Ralph de Rich Moore |
| Millor banda sonora | Millor cançó original |
| - Mychael Danna per La vida de Pi - Dario Marianelli per Anna Karenina - Alexandre Desplat per Argo - John Williams per Lincoln - Thomas Newman per Skyfall | - Adele i Paul Epworth (música i lletra) per Skyfall ("Skyfall") - J. Ralph (música i lletra) per Chasing Ice ("Before My Time") - Walter Murphy (música); Seth MacFarlane (lletra) per Ted ("Everybody Needs a Best Friend") - Claude-Michel Schönberg (música); Herbert Kretzmer i Alain Boublil (lletra) per Les Misérables ("Suddenly") - Mychael Danna (música); Bombay Jayashri (lletra) per La vida de Pi ("Pi's Lullaby") |
| Millor fotografia | Millor maquillatge |
| - Claudio Miranda per La vida de Pi - Seamus McGarvey per Anna Karenina - Robert Richardson per Django desencadenat - Janusz Kamiński per Lincoln - Roger Deakins per Skyfall | - Lisa Westcott i Julie Dartnell per Les Misérables - Howard Berger, Peter Montagna i Martin Samuel per Hitchcock - Peter Swords King, Rick Findlater i Tami Lane per El hòbbit: un viatge inesperat |
| Millor direcció artística | Millor vestuari |
| - Rick Carter; Jim Erickson per Lincoln - Sarah Greenwood; Katie Spencer per Anna Karenina - Dan Hennah; Ra Vincent i Simon Bright per El hòbbit: un viatge inesperat - Eve Stewart; Anna Lynch-Robinson per Les Misérables - David Gropman; Anna Pinnock per La vida de Pi | - Jacqueline Durran per Anna Karenina - Paco Delgado per Les Misérables - Joanna Johnston per Lincoln - Eiko Ishioka per Blancaneu - Colleen Atwood per Blancaneu i la llegenda del caçador |
| Millor muntatge | Millor so |
| - William Goldenberg per Argo - Michael Kahn per Lincoln - Jay Cassidy i Crispin Struthers per La part positiva de les coses - Tim Squyres per La vida de Pi - Dylan Tichenor i William Goldenberg per Zero Dark Thirty | - Andy Nelson, Mark Paterson i Simon Hayes per Les Misérables - John Reitz, Gregg Rudloff i José Antonio García per Argo - Andy Nelson, Gary Rydstrom i Ronald Judkins per Lincoln - Scott Millan, Greg P. Russell i Stuart Wilson per Skyfall - Ron Bartlett, D. M. Hemphill i Drew Kunin per La vida de Pi |
| Millors efectes visuals | Millor edició de so |
| - Bill Westenhofer, Guillaume Rocheron, Erik-Jan de Boer i Donald R. Elliott per La vida de Pi - Janek Sirrs, Jeff White, Guy Williams i Dan Sudick per The Avengers - Joe Letteri, Eric Saindon, David Clayton i R. Christopher White per El hòbbit: un viatge inesperat - Richard Stammers, Trevor Wood, Charley Henley i Martin Hill per Prometheus - Cedric Nicolas-Troyan, Philip Brennan, Neil Corbould i Michael Dawson per Blancaneu i la llegenda del caçador | - Per Hallberg i Karen Baker Landers per Skyfall - Paul N. J. Ottosson per Zero Dark Thirty - Erik Aadahl i Ethan Van der Ryn per Argo - Wylie Stateman per Django desencadenat - Eugene Gearty i Philip Stockton per La vida de Pi |
| Millor documental | Millor documental curt |
| - Searching for Sugar Man de Malik Bendjelloul i Simon Chinn - 5 Broken Cameras d'Emad Burnat i Guy Davidi - The Gatekeepers de Dror Moreh, Philippa Kowarsky i Estelle Fialon - How to Survive a Plague de David France i Howard Gertler - The Invisible War de Kirby Dick i Amy Ziering | - Inocente deSean Fine i Andrea Nix Fine - Kings Point de Sari Gilman i Jedd Wider - Mondays at Racine de– Cynthia Wade i Robin Honan - Open Heart de Kief Davidson i Cori Shepherd Stern - Redemption de Jon Alpert i Matthew O'Neill |
| Millor curtmetratge | Millor curt d'animació |
| - Curfew de Shawn Christensen - Asad de Bryan Buckley i Mino Jarjoura - Buzkashi Boys de Sam French i Ariel Nasr - Dood Van Een Schaduw de Tom Van Avermaet i Ellen De Waele - Henry de Yan England | - Paperman de John Kahrs - Adam and Dog de Minkyu Lee - Fresh Guacamole de PES - Head over Heels de Timothy Reckart i Fodhla Cronin O'Reilly - The Longest Daycare de David Silverman |

## Oscar honorífic

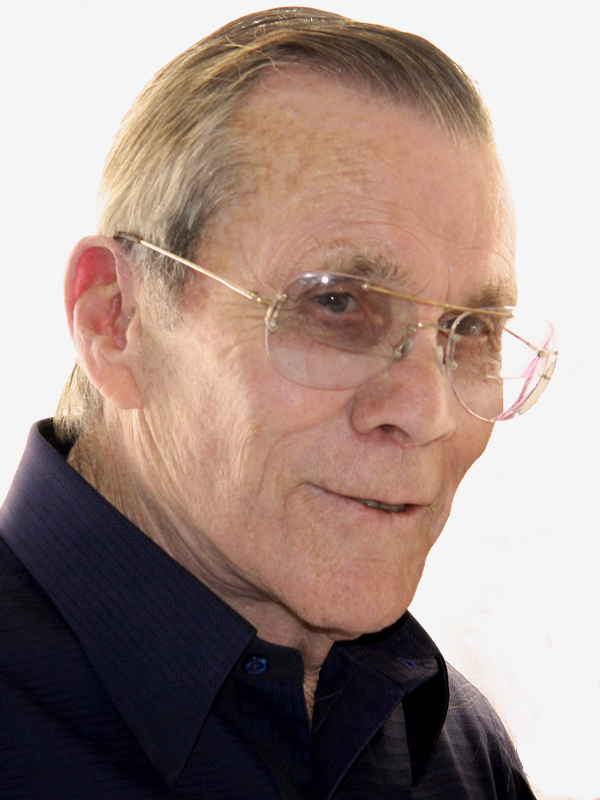
Hal Needham l'any 2011.

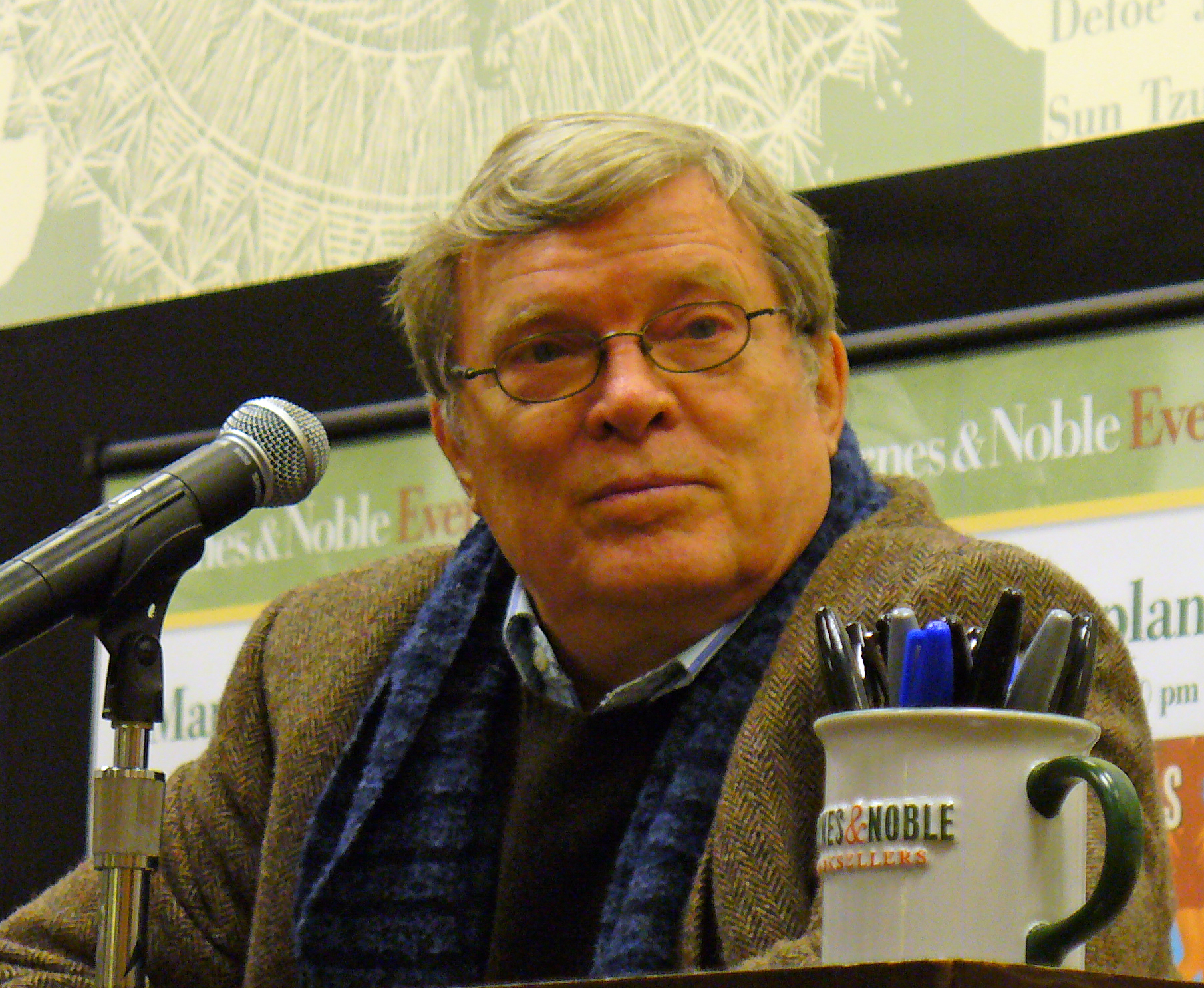
Pennebaker l'any 2007.

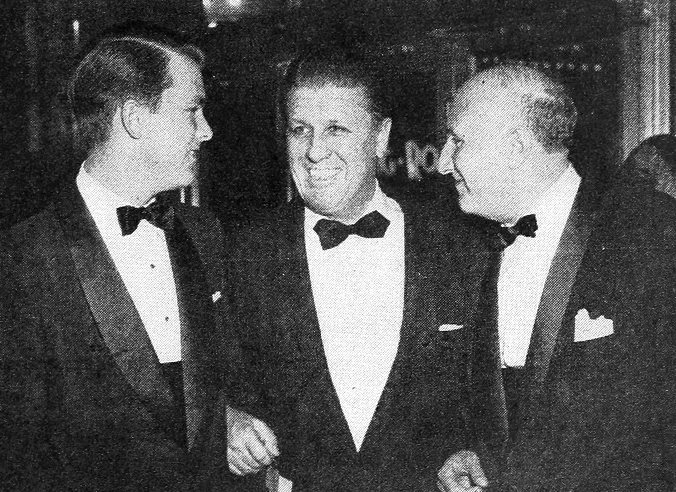
D'esquerra a dreta Stevens Jr, el seu pare i Dimitri Tiomkin el 1956.

- Hal Needham — un innovador, mentor i mestre tècnic que va elevar la seva artesania a un art on va fer de l'impossible un aspecte fàcil. [estatueta]
- D.A. Pennebaker — qui va redefinir el llenguatge del cinema i va ensenyar a una generació de cineastes a mirar la realitat per a la seva inspiració. [estatueta]
- George Stevens Jr. — un incansable campió de les arts als Estats Units i, especialment, a la més americana de totes les arts: les pel·lícules de Hollywood. [estatueta]

## Premi humanitari Jean Hersholt
- Jeffrey Katzenberg

## Presentadors
| Nom                                                                             | |
| ------------------------------------------------------------------------------- | --- |
| Cedering Fox                                                                    | Anunciador dels premis |
| Octavia Spencer                                                                 | Millor actor secundari |
| Melissa McCarthy i Paul Rudd                                                    | Millor curtmetratge d'animació i millor pel·lícula d'animació                                                                       |
| Reese Witherspoon                                                               | Introducció al muntatge de les pel·lícules nominades Les Misérables, La vida de Pi i Beasts of the Southern Wild                    |
| Robert Downey Jr., Chris Evans, Samuel L. Jackson, Jeremy Renner i Mark Ruffalo | Millor fotografia i efectes visuals                                                                                                 |
| Jennifer Aniston i Channing Tatum                                               | Millor vestuari i millor maquillatge i perruqueria                                                                                  |
| Halle Berry                                                                     | Introducció als 50è aniversari de les pel·lícules de James Bond" i a la interpretació de la cançó "Goldfinger"                      |
| Jamie Foxx i Kerry Washington                                                   | Millor curtmetratge d'acció real i millor curtmetratge documental                                                                   |
| Liam Neeson                                                                     | Introducció al muntatge de les pel·lícules nominades Argo, Lincoln i Zero Dark Thirty                                               |
| Ben Affleck                                                                     | Millor documental |
| Jessica Chastain i Jennifer Garner                                              | Millor pel·lícula de parla no anglesa                                                                                               |
| John Travolta                                                                   | Introducció al número musical "Celebration of Musicals of the Last Decade"                                                          |
| Chris Pine i Zoe Saldana                                                        | Premis Científics i Tècnics i Premi Gordon E. Sawyer                                                                                |
| Mark Wahlberg and Ted                                                           | Millor só i millors efectes de so                                                                                                   |
| Christopher Plummer                                                             | Millor actriu secundària |
| Hawk Koch (presidentAMPAS)                                                      | Presentació de la creació del Museu de l'Acadèmia                                                                                   |
| Sandra Bullock                                                                  | Millor muntatge |
| Jennifer Lawrence                                                               | Introducció a la interpretació de la cançó nominada "Skyfall"                                                                       |
| Nicole Kidman                                                                   | Introducció al muntatge de les pel·lícules nominades La part positiva de les coses, Django Unchained i Amor                         |
| Daniel Radcliffe i Kristen Stewart                                              | Millor direcció artística |
| Salma Hayek                                                                     | Premis Honorífics i Premi Humanitari Hersholt                                                                                       |
| George Clooney                                                                  | Presentador del tribut "In Memoriam"                                                                                                |
| Richard Gere, Queen Latifah, Renée Zellweger i Catherine Zeta-Jones             | Introducció a la interpretació de la cançó nominada "Everybody Needs a Best Friend" i premi a la millor banda sonora i millor cançó |
| Dustin Hoffman i Charlize Theron                                                | Millor guió adaptat i millor guió original                                                                                          |
| Michael Douglas i Jane Fonda                                                    | Millor director |
| Jean Dujardin                                                                   | Millor actriu |
| Meryl Streep                                                                    | Millor actor |
| Jack Nicholson i Michelle Obama                                                 | Millor pel·lícula |

### Actuacions
| Nom | Paper                        | Peça |
| --- | ---------------------------- | --- |
| William Ross | Arranjador musical Conductor | Orquestra |
| Seth MacFarlane, Gay Men's Chorus of Los Angeles, Channing Tatum, Charlize Theron, Joseph Gordon-Levitt i Daniel Radcliffe                         | Intèprets                    | "We Saw Your Boobs" en l'obertura, "The Way You Look Tonight" de En ales de la dansa, "High Hopes" from Milionari d'il·lusions i "Be Our Guest" de Beauty and the Beast |
| Shirley Bassey | Intèrpret                    | "Goldfinger" de Goldfinger durant el tribut als 5 anys de les pel·lícules James Bond                                                                                    |
| Catherine Zeta-Jones | Intèrpret                    | "All That Jazz" de Chicago |
| Jennifer Hudson | Intèrpret                    | "And I Am Telling You I'm Not Going" de Dreamgirls |
| Samantha Barks, Sacha Baron Cohen, Helena Bonham Carter, Russell Crowe, Anne Hathaway, Hugh Jackman, Eddie Redmayne, Amanda Seyfried i Aaron Tveit | Intèrprets                   | "Suddenly" i "One Day More" de Les Misérables |
| Adele | Intèrpret                    | "Skyfall" de Skyfall |
| Barbra Streisand | Intèrpret                    | "The Way We Were" durant el tribut "In Memoriam" |
| Norah Jones | Intèrpret                    | "Everybody Needs a Best Friend" de Ted |
| Seth MacFarlane i Kristin Chenoweth | Intèrprets                   | "Here's to the Losers" durant els crèdit finals |

## Resum
| Pel·lícula                          | Candidatures | Premis |
| ----------------------------------- | ------------ | ------ |
| Life of Pi                          | 11           | 4      |
| Argo                                | 7            | 3      |
| Les Misérables                      | 8            | 3      |
| Django desencadenat                 | 5            | 2      |
| Lincoln                             | 12           | 2      |
| Skyfall                             | 5            | 2      |
| La part positiva de les coses       | 8            | 1      |
| Amor                                | 5            | 1      |
| Zero Dark Thirty                    | 5            | 1      |
| Anna Karenina                       | 4            | 1      |
| Bèsties del sud salvatge            | 4            | 0      |
| El hòbbit: un viatge inesperat      | 3            | 0      |
| The Master                          | 3            | 0      |
| Flight                              | 2            | 0      |
| Blancaneu i la llegenda del caçador | 2            | 0      |